# Skisprung-Weltcup 2006/07
Der Skisprung-Weltcup 2006/07 (offizieller Sponsorname: e-on Ruhrgas FIS Weltcup Skispringen 2006/07) war eine vom Weltskiverband FIS zwischen dem 24. November 2006 und dem 25. März 2007 an 18 verschiedenen Orten in Europa ausgetragene Wettkampfserie im Skispringen. Ursprünglich war die Durchführung von 27 Einzel- und zwei Teamwettbewerben geplant. Sechs der Einzelwettbewerbe mussten absagt oder abgebrochen werden. Davon wurden drei ersatzlos gestrichen und drei weitere zu einem späteren Zeitpunkt nachgeholt, sodass 24 Einzelwettbewerbe in die Wertung eingingen. Den Sieg in der Gesamtwertung konnte der Pole Adam Małysz erringen, auf dem zweiten und dritten Platz folgten der Norweger Anders Jacobsen und der Schweizer Simon Ammann. Der Titelverteidiger Jakub Janda aus Tschechien belegte den 22. Platz. Die Nationenwertung gewann zum dritten Mal in Folge Österreich, vor den Teams aus Norwegen und der Schweiz.

## Reglement-Änderungen
Für die Skisprungsaison 2006/2007 wurden einige Reglement-Änderungen vorgenommen: Erstens trägt seit dieser Saison der Führende des Gesamtweltcups das Rote Trikot anstelle des bisher üblichen Gelben Trikots. Zweitens nehmen seit dieser Saison statt sechs Skispringern nur drei an der Siegerehrung teil. Und drittens müssen die Sprunganzüge im Halsbereich enger geschnitten sein. Dadurch soll der dynamische Auftrieb des Anzugs verringert werden und so ein athletischer Sprungstil gefördert werden. Außerdem wird der Beste, nicht über die Regel der besten 15 vorqualifizierte Springer als sogenannter Man of the Day ausgezeichnet. Er erhält eine Prämie und nimmt ebenfalls an der Siegerehrung teil. Einige dieser Neuerungen wurden bereits beim Sommer Grand Prix 2006 getestet.

## Saison-Verlauf

### Wind und Wetterkapriolen zum Auftakt
Die ersten Springen des Weltcups waren von instabilen Wetterverhältnissen geprägt. Beim Auftaktspringen auf der Rukatunturi-Schanze im finnischen Kuusamo konnte nur ein Wertungsdurchgang abgehalten werden, der von drehenden Winden und beständigem Schneefall, der die Anlaufspur ausbremste, stark beeinträchtigt wurde. Dies führte zu Verzerrungen im Klassement – das Springen wurde daraufhin in den Medien einstimmig als „Chaosspringen“ bezeichnet. Das Springen am zweiten Tag wurde während des ersten Durchgangs wegen gefährlich drehender Winde abgebrochen.
Die für die folgende Woche geplanten Springen in Trondheim mussten wegen des dort herrschenden Schneemangels nach Lillehammer verlegt werden. Nur am Samstag war ein geordnetes Springen möglich, das mit dem ersten Schweizer Doppelsieg der Weltcupgeschichte durch Simon Ammann und Andreas Küttel endete. Am Sonntag wurde der Wettbewerb durch Nebel und Regen beeinflusst. Der Deutsche Michael Neumayer, der in Kuusamo den fünften Platz belegt hatte, verletzte sich im Training und musste die Saison bereits zu diesem frühen Zeitpunkt beenden.
Die Wettbewerbe fünf und sechs, die im tschechischen Harrachov hätten stattfinden sollen, mussten ebenfalls wegen Schneemangels ersatzlos abgesagt werden. Erst am vierten Weltcupwochenende in Engelberg waren zwei reguläre Springen bei schönem Wetter möglich, nachdem es in der Woche zuvor endlich auch in den Alpen geschneit hatte. Während dieser ersten Phase machten sportlich zwei Debütanten im Weltcup auf sich aufmerksam, der erst 16-jährige Österreicher Gregor Schlierenzauer und der 21-jährige Norweger Anders Jacobsen. Bis auf den Schweizer Ammann, der seit dem ersten Springen von Lillehammer das Rote Trikot des Weltcupführenden trug, konnte keiner der Etablierten mit diesen beiden Neulingen mithalten, die beide je einen Wettbewerb auf der Gross-Titlis-Schanze für sich entscheiden konnten.
Bei den Springen zwischen Kuusamo und Engelberg dominierte das österreichische Team, das am Vorabend der Vierschanzentournee nach fünf tatsächlich gewerteten Weltcups sechs Springer unter den Top 15 des Gesamtweltcups hatte und deshalb einen zusätzlichen Startplatz zugesprochen bekam. Das deutsche Team hingegen zeigte bis dahin nur mäßige Leistungen, weshalb, vor allem nach den Springen in Engelberg, Bundestrainer Peter Rohwein stark kritisiert wurde.

### Die Vierschanzentournee

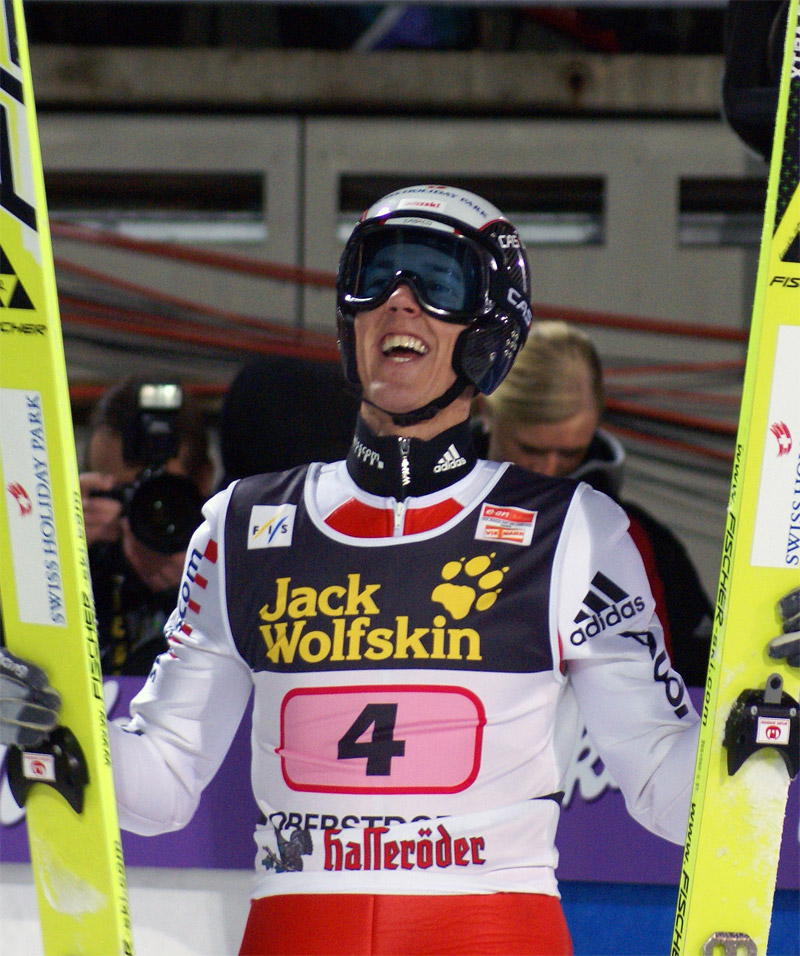
Andreas Küttel freute sich in Oberstdorf über den zweiten Platz

Bei der 55. Vierschanzentournee (offizieller Sponsorname: 55. Internationale Jack Wolfskin Vierschanzentournee) wurden Schlierenzauer und Jacobsen im Vorfeld als die großen Favoriten gehandelt. Beim Tournee-Auftaktspringen in Oberstdorf schaffte es Schlierenzauer, dem Druck durch die Öffentlichkeit standzuhalten und gewann das Springen mit souveränem Vorsprung, Jacobsen wurde Vierter. Das österreichische Team konnte auch bei diesem Springen überzeugen und sechs Springer unter den besten 15 platzieren. Der deutsche Georg Späth war bereits vor dem Springen, nach einer schlechten Leistung in der Qualifikation, für die gesamte Tournee aus dem Kader genommen worden. Michael Uhrmann und vor allem der nach langer Verletzungspause ins Team zurückgekehrte Jörg Ritzerfeld gelangen im ersten Durchgang gute Sprünge, beide konnten ihre Leistungen im Finale jedoch nicht wiederholen. Im Ergebnis waren es ein zwölfter und ein fünfzehnter Platz für das deutsche Team.
Das zweite Tournee-Springen in Garmisch-Partenkirchen war wie viele Springen in dieser Saison von widrigen Wetterbedingungen geprägt. Bei der Qualifikation konnten sich nur drei deutsche Athleten qualifizieren, aber Martin Schmitt erzielte sowohl in der Qualifikation als auch in den Trainingsdurchgängen so weite Sprünge, dass ihm einige optimistische Fans einen Sprung unter die drei Besten zutrauten. Der ständig drehende Wind und der anhaltende Regen führten zu einem Antauen der Anlaufspur und ließen das Neujahrsspringen zu einem Lotteriespiel werden. Beispielsweise wurde der Japaner Noriaki Kasai, der in Oberstdorf nicht einmal qualifiziert war, von einem plötzlich aufkommenden Aufwind auf 128 Meter hinabgetragen, während sein Gegner im K.O.-Duell, der Österreicher Andreas Widhölzl mit Rückenwind zu kämpfen hatte. Auch der Finne Matti Hautamäki und der Norweger Bjørn Einar Romøren erhielten bei eigentlich nur mäßigen Sprüngen Unterstützung durch den Aufwind und konnten sich vorne platzieren. Mit Rückenwind schaffte Schmitt einen Sprung auf 122 Meter, der ihm am Ende einen achten Platz einbrachte – vor dem gemeinsam mit dem Österreicher Andreas Kofler auf Rang neun liegenden Uhrmann. Die immer weicher werdende Anlaufspur und der stärker werdende Wind führten zu einer Absage des zweiten Wertungsdurchgangs. Profiteur dieser Entwicklung war der zu diesem Zeitpunkt führende Küttel, der dadurch vorzeitig zum Sieger erklärt wurde. Der bereits in Oberstdorf zweitplatzierte Küttel konnte sich damit, gemeinsam mit dem drei Punkte vor ihm liegenden Schlierenzauer, in der Tournee-Gesamtwertung absetzen, sodass zur Halbzeit der Tournee alles nach einem Duell der beiden um den Gesamtsieg aussah.
Bei der Qualifikation zum Springen auf der Bergiselschanze in Innsbruck konnte Schmitt nicht an seine Sprünge von Garmisch-Partenkirchen anknüpfen und erreichte lediglich einen Platz im Mittelfeld, den ersten Platz belegte sein Teamkollege Uhrmann mit einer Weite von 125 Metern. Auch alle anderen deutschen Starter, darunter auch der für Späth im Team nachgerückte Felix Schoft überstanden die Qualifikation. Vom zusätzlich mit einer nationalen Gruppe antretenden österreichischen Team qualifizierten sich 13 von 14 Startern. Der Wettkampf wirbelte die Gesamtwertung der Tournee durcheinander. Die beiden bisher führenden Schlierenzauer und Küttel lagen nach dem ersten Durchgang nur auf Rang neun und zwölf. Auch der zuletzt vom Bakken gegangene Uhrmann enttäuschte und erreichte als 29. das Finale nur knapp. Während dieser sich im zweiten Durchgang aber noch bis auf den zehnten Platz vorkämpfen konnte, gelang den beiden Favoriten nur eine leichte Verbesserung. Schlierenzauer fiel dadurch in der Gesamtwertung auf den siebenten Rang zurück, Küttel konnte einen dritten Platz halten, punktgleich mit seinem Landsmann Ammann. Die Führung konnte Jacobsen, der Sieger des Bergiselspringens, übernehmen, recht überraschend gefolgt von dem Finnen Arttu Lappi.
So ergab sich eine spannende Ausgangslage vor dem Abschlussspringen in Bischofshofen, das in diesem Jahr nicht wie traditionell üblich am Dreikönigstag, sondern einen Tag später veranstaltet wurde, da die Fernsehsender aufgrund des Sonntagstermins auf höhere Einschaltquoten spekulierten. Die Qualifikation verlief unspektakulär und alle angetretenen Springer aus Deutschland, Österreich und der Schweiz schafften den Sprung in den Wettbewerb. Im ersten Durchgang gewannen 13 von 14 angetretenen Österreichern ihr Duell, wodurch erstmals 13 Österreicher in einem Wettbewerb in die Punkteränge sprangen. Schlierenzauer gelang es, sich an die Spitze zu setzen, doch seine Weite reichte nur aus, um dem hinter ihm zweitplatzierten Jacobsen drei Punkte in der Gesamtwertung abzunehmen – zu wenig um ihn ernsthaft unter Druck zu setzen, da Jacobsen vor dem Springen 20 Punkte Vorsprung hatte. Die anderen Verfolger konnten mit ihren Sprüngen ebenfalls nicht an den Norweger herankommen. Auch im zweiten Durchgang konnte keiner der Kontrahenten aufschließen, Küttel fiel auf den fünften, Lappi sogar auf den sechsten Platz der Tournee zurück. Am Ende blieb der Tagessieg für Schlierenzauer, während Jacobsen die Tournee gewinnen konnte. Damit ist er nach Risto Laakkonen und Toni Nieminen erst der dritte Springer, der bei seinem Debüt den Sieg der Vierschanzentournee errang.

### Vikersund und Zakopane
Beim Skifliegen in Vikersund pausierten viele Springer, darunter auch prominente Vertreter wie Schlierenzauer, Martin Höllwarth und Jakub Janda, um sich von der Tournee zu erholen. Auch dieser Wettbewerb wurde von wechselhaften Windverhältnissen beeinflusst. So musste die für Freitag geplante Qualifikation nach wenigen Springern abgebrochen werden, weshalb alle der 42 angetretenen Springer im Wettkampf starteten. Der Wettbewerb wurde vor einem durch Jacobsens Sieg bei der Tournee euphorisierten Publikum ausgetragen, sodass im Auslauf eine ausgezeichnete Stimmung herrschte. Zu Beginn des ersten Durchgangs herrschte starker Rückenwind, weshalb nach 17 Springern mit verlängertem Anlauf neu gestartet werden musste. Da danach der Rückenwind nachließ und gegen Ende des Wettbewerbs zu leichtem Aufwind drehte, hatten die letzten Springer sehr günstige Bedingungen. Davon benachteiligt wurden vor allem die Athleten, die kurz nach der Anlaufverlängerung noch bei starkem Rückenwind gesprungenen waren. So konnten beispielsweise der Amerikaner Alan Alborn oder Schmitt, der im Probedurchgang noch den elftweitesten Sprung gezeigt hatte, trotz solider Sprünge nicht das Finale erreichen. Am meisten konnte von dieser Entwicklung Widhölzl profitieren, der mit einem Flug auf 212,5 Meter den ersten Durchgang für sich entscheiden konnte.
Der zweite Durchgang fand bei konstantem Rückenwind statt. Jacobsen verbesserte sich mit einem 193-Meter-Flug vom dritten auf den ersten Platz und konnte damit seine Führung im Gesamt-Weltcup ausbauen. Das Fliegen am Sonntag musste wegen starken Windes komplett abgesagt werden.
In Zakopane war es wieder der Wind, der ein reguläres Springen verhinderte. So führte nach einem bei ständig wechselnden Winden ausgetragenen ersten Durchgang der bis dahin kaum in Erscheinung getretene Slowene Rok Urbanc vor dem völlig außer Form springenden Roar Ljøkelsøy, während einige der besten Springer wie Ammann, Uhrmann, Höllwarth oder Martin Koch auf den letzten Plätzen landeten. Größtes Opfer des Windes wurde aber der Tscheche Jan Mazoch. Dieser wurde im zweiten Durchgang von einer Sturmböe erfasst und stürzte schwer. Vier Springer nach ihm wurde der Wettkampf abgebrochen und das Ergebnis des ersten Durchganges als Gesamtergebnis übernommen. Erste Meldungen, nach denen die Verletzungen Mazochs lebensbedrohlich seien bestätigten sich nicht. Nachdem der Wind am Sonntag nicht nachließ, musste auch hier das zweite Springen komplett abgesagt werden.

### Springen in Deutschland
Das auf der Oberstdorfer Heini-Klopfer-Skiflugschanze geplante Skifliegen musste wegen Schneemangels als normales Springen auf die Schattenbergschanze verlegt werden.
Der am Samstag herrschende Rückenwind war gleich bleibend und drehte sich nicht, sodass ein geordneter Wettkampf möglich war. Erfreulich aus deutscher Sicht war, dass sich der nach dem ersten Durchgang noch auf Platz elf gelegene Uhrmann im Finale auf Rang drei verbessern konnte und so den ersten deutschen Podestplatz der Saison ersprang. Der Österreicher Thomas Morgenstern, der trotz einer Gürtelrose angetreten war, schaffte den Sprung auf Platz zwei hinter Adam Małysz. Das bedeutete den 30. Weltcupsieg für Małysz und den ersten nach knapp einem Jahr.
Am Sonntag konnte Uhrmann seine aufstrebende Form bestätigen und errang den ersten deutschen Sieg bei einem Weltcup seit über drei Jahren. Für die größte Überraschung des Tages sorgte aber der Italiener Andrea Morassi, der sich mit zwei stabilen Sprüngen einen dritten Platz erarbeitete. Bei den beiden Schweizern Ammann und Küttel ließ sich bei den beiden Springen in Oberstdorf ein leichter Rückgang der Form feststellen.
In Titisee-Neustadt trat zum ersten Mal nach zweijähriger Verletzungspause wieder der Slowene Peter Žonta an. Auch das japanische Team, das sich seit dem Ende der Vierschanzentournee zum Trainieren nach Sapporo zurückgezogen hatte, trat wieder an. Das erste Springen am Samstag fand bei ruhigen Windverhältnissen statt. Im ersten Durchgang brachte Schmitt nach einem eigentlich guten Sprung die Ski bei der Landung übereinander und stürzte im Auslauf, weshalb er zur Untersuchung ins Krankenhaus gebracht wurde und für den Sonntagswettbewerb ausfiel. Im zweiten Durchgang passierte Uhrmann dasselbe Missgeschick. Gewinnen konnte schließlich Małysz, der im zweiten Durchgang mit 145 m den Schanzenrekord von Sven Hannawald egalisierte. Nach Beendigung des Springens wurden die Norweger Ljøkelsøy, Anders Bardal und Tom Hilde disqualifiziert, da sie ein Elastikband aus den Startnummern entfernt hatten und diese dadurch zu eng anlagen.
Beim Springen am Sonntag, das bei konstantem Rückenwind ausgetragen wurde, konnte der Russe Dmitri Wassiljew zum ersten Mal seit sechs Jahren auf das Podest springen, nachdem er zuvor mehrfach nur knapp gescheitert war. Gewinnen konnte abermals der immer besser in Form kommende Małysz.
Das Springen in Klingenthal war mit nur zehn Tagen Vorlaufzeit als Ersatz für die ausgefallenen Springen in Harrachov kurzfristig in den Weltcupkalender aufgenommen worden. Ausgerichtet wurde das Springen vom tschechischen Skiverband, der die Schanze in Klingenthal, das nur wenige Kilometer von der tschechischen Grenze entfernt liegt, bereits im Vorjahr für die nationalen Meisterschaften genutzt hatte. Trotz der Kurzfristigkeit und des Termins unter der Woche fand das Springen vor 15.000 Zuschauern statt. Es fehlten jedoch sieben der Top-15-Springer des Gesamtweltcups, die sich in der Vorbereitung für die Weltmeisterschaften in Sapporo befanden und die Strapazen eines zusätzlichen Wettbewerbes nicht auf sich nehmen wollten.

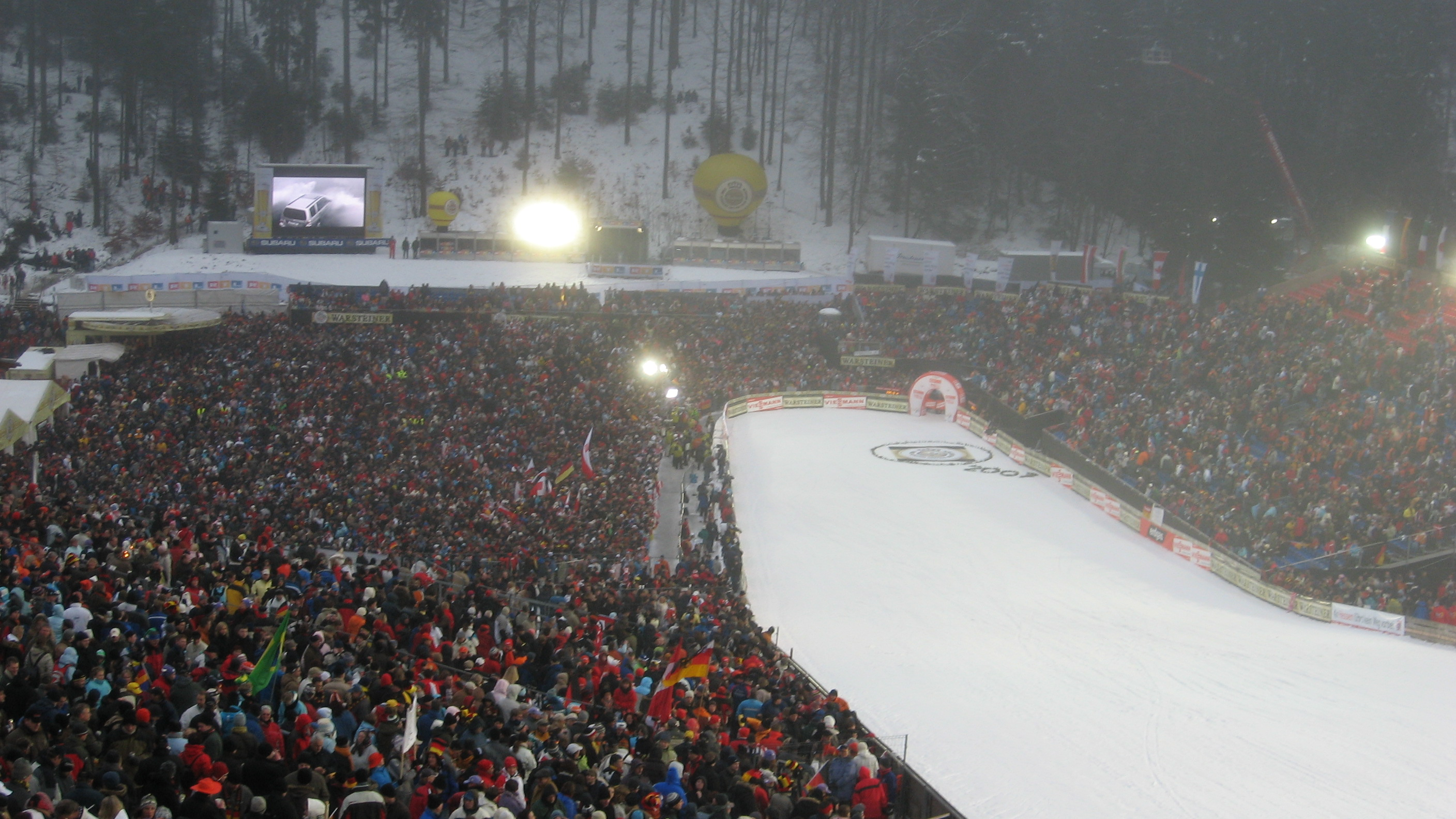
Große Kulisse trotz Nebel beim Springen in Willingen

Die WM-Generalprobe in Willingen fand bei ausgezeichneter Atmosphäre vor sehr großem Publikum statt. Der Wettkampf am Samstag wurde bei Nebel und relativ konstantem Aufwind durchgeführt. Der Slowene Jernej Damjan konnte mit zwei konstanten Sprüngen den dritten Platz erringen und somit für den ersten Podestplatz unter dem neuen slowenischen Trainer Nikkola sorgen.
Der Norweger Sigurd Pettersen, der sich seit Saisonbeginn in einem Formtief befand, konnte sich mit einem Sprung auf den vierten Platz an der Weltspitze zurückmelden, wohingegen Schlierenzauer nur 17. wurde. Beim Team-Wettkampf am Sonntag musste das zu diesem Zeitpunkt drittplatzierte russische Team nach einem Sturz von Wassiljew seine Ambitionen aufgeben und wurde nur Vorletzter. Letzter wurde das schwach auftretende finnische Team, das jedoch nur aus Springern des B-Kaders bestand, da Topspringer wie Janne Ahonen und Hautamäki wegen der WM-Vorbereitungen gar nicht nach Willingen angereist waren. Das hochfavorisierte österreichische Team gewann mit nur acht Punkten Vorsprung vor Norwegen deutlich knapper als von vielen im Vorfeld vermutet.

### Das Nordic Tournament
Der Weltcup legte wegen der Nordischen Skiweltmeisterschaften eine zweiwöchige Pause ein. Bei den Weltmeisterschaften brach sich Uhrmann bei einem Trainingssturz den Fuß und fiel für die restliche Weltcupsaison aus.
Nach der Pause zog der Weltcuptross weiter nach Lahti. Beim eröffnenden Teamwettbewerb, zu dem der Überraschungs-WM-Dritte Japan nicht antrat, konnten sich die Finnen mit einem dritten Platz für ihre enttäuschende Platzierung im Teamwettbewerb bei den Weltmeisterschaften rehabilitieren. Die Teams aus Österreich und Norwegen konnten ihre unangefochtene Stellung an der Spitze des Feldes behaupten. Das Auftaktspringen des Nordic Tournaments am Sonntag wurde von sich ständig ändernden Winden beeinflusst. Besonders benachteiligt wurden die letzten Starter des ersten Durchgangs, bei denen der zuvor herrschende Aufwind komplett einschlief, sodass Springer wie Morgenstern, Schlierenzauer oder Jacobsen den zweiten Durchgang nicht erreichen konnten. Der ebenfalls bei widrigem Wind springende Małysz konnte seine überragende Form ausnutzen und sich trotzdem an die Spitze des Feldes setzen. Der zweite Durchgang wurde bei etwas konstanteren Verhältnissen ausgetragen. Das Springen gewann schließlich Małysz vor Kofler. Schmitt konnte sich vom sechsten auf den dritten Platz verbessern und so seinen ersten Podestplatz seit über fünf Jahren erzielen.
Zu Beginn des Springens in Kuopio wurden nur sehr geringe Weiten erreicht, sodass der Anlauf nach 13 Springern verlängert wurde – danach war ein regulärer Wettkampf bei mäßigem Aufwind möglich. Pech mit dem Wind hatte Schmitt, der im zweiten Durchgang vom dritten auf den 14. Rang zurückfiel, nachdem der Aufwind bei seinem Sprung plötzlich nachließ. Małysz konnte auch dieses Springen überragend gewinnen und seinen 34. Weltcupsieg feiern. Dadurch ließ er in der ewigen Bestenliste des Weltcups Jens Weißflog hinter sich und rangiert nun auf der zweiten Position hinter Matti Nykänen.
Das dritte Springen des Nordic Tournaments in Lillehammer, wo der Weltcup bereits zum zweiten Mal in der Saison Station machte, konnte wegen zu starkem Wind nicht gestartet werden. Die Verantwortlichen der FIS beschlossen deshalb einen zusätzlichen Wettbewerb in Oslo abzuhalten, der am Samstag anstelle der eigentlich geplanten Qualifikation stattfand.
Am Holmenkollbakken wurden deshalb zwei Springen abgehalten. Der erste Wettkampf am Samstag, bei dem ohne vorherige Qualifikation das komplette Starterfeld antrat, sollte ein Debakel für die deutschen Springer werden. Christian Ulmer erreichte als einziger des DSV-Teams das Finale, alle anderen schieden aus. Małysz konnte abermals gewinnen und das Rote Trikot des Weltcupführenden übernehmen, nachdem dessen bisheriger Träger Jacobsen nur 14. geworden war.
Mit dem Abschlussspringen des Tournaments am Sonntag wurde abermals ein Springen in dieser Saison vom Wind beeinträchtigt. Hauptsächlich von der Seite kommende Böen sorgten für ein Springen, in dem nur zwei Sprünge über den Kalkulationspunkt der Schanze führten. Von diesen Bedingungen wurden mehrere Springer benachteiligt, so kam beispielsweise der Vortagszweite Küttel nur auf den 47. Platz. Der als letzter Springer vom Backen gehende Małysz musste seinen Sprung bei 89,0 Metern abbrechen, nachdem er von einer Windböe erfasst worden war und nur mit etwas Glück einen Absturz verhindern konnte – der zweite Durchgang wurde daraufhin abgesagt. Małysz Vorsprung in der Gesamtwertung war jedoch groß genug, sodass er seinen dritten Nordic-Tournament-Sieg feiern konnte. Jacobsen konnte durch Małysz Fastabsturz die Führung im Gesamtweltcup zurückerobern.

### Abschlussfliegen in Planica
Beim Saisonfinale in Planica fand zunächst am Freitag ein zusätzlicher Wettkampf statt, der als Ersatz für das ausgefallene Fliegen in Vikersund angesetzt worden war. Zuvor hatte die Qualifikation von Donnerstagabend auf Freitagvormittag verlegt werden müssen, da die Ausrüstung des russischen Teams auf dem Moskauer Flughafen fehlgeleitet worden war. Sowohl diese als auch der eigentliche Wettbewerb fanden bei ruhigen Witterungsbedingungen statt, sodass ein regulärer Wettkampf möglich war. Trotzdem kam es zu einigen Stürzen bei der Landung, vor allem von Springern, die ein modernes finnisches Bindungssystem verwendeten, bei dem statt des herkömmlichen Bandes zur Verbindung von Schuh und Bindung eine feste Leiste verwendet wird. Dominiert wurde das Fliegen von den Norwegern, die vier Springer unter die ersten Zehn bringen konnten. Die in dieser Saison von Krisen gebeutelten Slowenen konnten mit Damjan und Robert Kranjec vor einheimischen Publikum zwei Springer unter den besten vier platzieren. Im Kampf um die Weltcup-Gesamtwertung konnte Małysz durch seinen Sieg an dem sechstplatzierten Jacobsen vorbeiziehen und hatte vor den letzten beiden Springen der Saison einen Vorsprung von 46 Punkten. Ammann wahrte sich durch seinen zweiten Platz eine zumindest rechnerische Chance im Kampf um den Weltcup. In einer sportlichen Geste streifte Jacobsen nach dem Sprung von Małysz sein Rotes Trikot ab und hängte es seinem Kontrahenten um den Hals.
Beim Springen am Samstag herrschten ebenfalls ruhige Windverhältnisse, der im zweiten Durchgang aufkommende Nebel und leichter Schneefall beeinträchtigten den Wettbewerb nicht. Im Wettbewerb um den Weltcup baute Małysz durch seinen Tagessieg seinen Vorsprung auf 66 Punkte aus, allerdings konnte Jacobsen den Kampf durch seinen zweiten Platz spannend halten.
Das Abschlussfliegen am Sonntag wurde bei Schneefall nach einem Durchgang abgebrochen, in dem Małysz Jacobsen zwölf Meter abgenommen hatte. Der Pole konnte sich somit seinen vierten Gesamtweltcupsieg sichern.

## Ergebnisse und Wertungen

### Weltcup-Übersicht
| Datum                                                                         | Austragungsort                   | Schanze                          | Bemerkung                        | Sieger                                                                             | Zweiter                                                        | Dritter                                                                |
| ----------------------------------------------------------------------------- | -------------------------------- | -------------------------------- | -------------------------------- | ---------------------------------------------------------------------------------- | -------------------------------------------------------------- | ---------------------------------------------------------------------- |
| 24.11.2006                                                                    | Kuusamo                          | Rukatunturi HS142                | Nacht                            | Arttu Lappi                                                                        | Simon Ammann                                                   | Anders Jacobsen                                                        |
| 25.11.2006                                                                    | Kuusamo                          | Rukatunturi HS142                | Nacht                            | Wettkampf abgebrochen                                                              | Wettkampf abgebrochen                                          | Wettkampf abgebrochen                                                  |
| 02.12.2006                                                                    | Lillehammer 1                    | Lysgårdsbakken HS138             | Nacht                            | Simon Ammann                                                                       | Andreas Küttel                                                 | Thomas Morgenstern                                                     |
| 03.12.2006                                                                    | Lillehammer 1                    | Lysgårdsbakken HS138             |                                  | Gregor Schlierenzauer                                                              | Anders Jacobsen                                                | Adam Małysz                                                            |
| 09.12.2006                                                                    | Harrachov                        | Čerťák (Großschanze) HS142       |                                  | Wettkampf abgesagt                                                                 | Wettkampf abgesagt                                             | Wettkampf abgesagt                                                     |
| 10.12.2006                                                                    | Harrachov                        | Čerťák (Großschanze) HS142       |                                  | Wettkampf abgesagt                                                                 | Wettkampf abgesagt                                             | Wettkampf abgesagt                                                     |
| 16.12.2006                                                                    | Engelberg                        | Gross-Titlis-Schanze HS137       |                                  | Gregor Schlierenzauer                                                              | Anders Jacobsen                                                | Adam Małysz                                                            |
| 17.12.2006                                                                    | Engelberg                        | Gross-Titlis-Schanze HS137       |                                  | Anders Jacobsen                                                                    | Simon Ammann                                                   | Gregor Schlierenzauer                                                  |
| 55. Vierschanzentournee:                                                      |                                  |                                  |                                  |                                                                                    |                                                                |                                                                        |
| 30.12.2006                                                                    | Oberstdorf                       | Schattenbergschanze HS137        | Nacht                            | Gregor Schlierenzauer                                                              | Andreas Küttel                                                 | Adam Małysz                                                            |
| 01.01.2007                                                                    | Garmisch-Part.                   | Große Olympiaschanze HS125       |                                  | Andreas Küttel                                                                     | Matti Hautamäki                                                | Noriaki Kasai                                                          |
| 04.01.2007                                                                    | Innsbruck                        | Bergiselschanze HS130            |                                  | Anders Jacobsen                                                                    | Thomas Morgenstern                                             | Simon Ammann                                                           |
| 07.01.2007                                                                    | Bischofshofen                    | Paul-Außerleitner-Schanze HS140  | Nacht                            | Gregor Schlierenzauer                                                              | Anders Jacobsen                                                | Simon Ammann                                                           |
| Tournee-Gesamtwertung:                                                        | Tournee-Gesamtwertung:           | Tournee-Gesamtwertung:           | Tournee-Gesamtwertung:           | Anders Jacobsen                                                                    | Gregor Schlierenzauer                                          | Simon Ammann                                                           |
| 13.01.2007                                                                    | Vikersund                        | Vikersundbakken HS207            | Skifliegen Nacht                 | Anders Jacobsen                                                                    | Thomas Morgenstern                                             | Matti Hautamäki                                                        |
| 14.01.2007                                                                    | Vikersund                        | Vikersundbakken HS207            | Skifliegen                       | Wettkampf abgesagt                                                                 | Wettkampf abgesagt                                             | Wettkampf abgesagt                                                     |
| 20.01.2007                                                                    | Zakopane                         | Wielka Krokiew HS134             |                                  | Rok Urbanc                                                                         | Roar Ljøkelsøy                                                 | Matti Hautamäki                                                        |
| 21.01.2007                                                                    | Zakopane                         | Wielka Krokiew HS134             |                                  | Wettkampf abgesagt                                                                 | Wettkampf abgesagt                                             | Wettkampf abgesagt                                                     |
| 27.01.2007                                                                    | Oberstdorf                       | Schattenbergschanze HS137 2      |                                  | Adam Małysz                                                                        | Thomas Morgenstern                                             | Michael Uhrmann                                                        |
| 28.01.2007                                                                    | Oberstdorf                       | Schattenbergschanze HS137 2      |                                  | Michael Uhrmann                                                                    | Anders Jacobsen                                                | Andrea Morassi                                                         |
| 03.02.2007                                                                    | Titisee-Neustadt                 | Hochfirstschanze HS142           | Nacht                            | Adam Małysz                                                                        | Andreas Kofler                                                 | Anders Jacobsen                                                        |
| 04.02.2007                                                                    | Titisee-Neustadt                 | Hochfirstschanze HS142           | Nacht                            | Adam Małysz                                                                        | Gregor Schlierenzauer                                          | Dmitri Wassiljew                                                       |
| 07.02.2007                                                                    | Klingenthal 3                    | Vogtland Arena HS140             | Nacht                            | Gregor Schlierenzauer                                                              | Simon Ammann                                                   | Adam Małysz                                                            |
| 10.02.2007                                                                    | Willingen                        | Mühlenkopfschanze HS145          | Nacht                            | Anders Jacobsen                                                                    | Michael Uhrmann                                                | Jernej Damjan                                                          |
| 11.02.2007                                                                    | Willingen                        | Mühlenkopfschanze HS145          | Team                             | ÖsterreichWolfgang Loitzl Andreas Kofler Arthur Pauli Gregor Schlierenzauer        | NorwegenTom Hilde Anders Bardal Anders Jacobsen Roar Ljøkelsøy | DeutschlandStephan Hocke Tobias Bogner Jörg Ritzerfeld Michael Uhrmann |
| 22. Februar bis 4. März 2007 Nordische Skiweltmeisterschaften 2007 in Sapporo |                                  |                                  |                                  |                                                                                    |                                                                |                                                                        |
| 10.03.2007                                                                    | Lahti                            | Salpausselkä-Schanze HS130       | Team Nacht                       | ÖsterreichMartin Höllwarth Gregor Schlierenzauer Andreas Kofler Thomas Morgenstern | NorwegenTom Hilde Anders Bardal Anders Jacobsen Roar Ljøkelsøy | FinnlandHarri Olli Tami Kiuru Matti Hautamäki Janne Ahonen             |
| Nordic Tournament:                                                            |                                  |                                  |                                  |                                                                                    |                                                                |                                                                        |
| 11.03.2007                                                                    | Lahti                            | Salpausselkä-Schanze HS130       |                                  | Adam Małysz                                                                        | Andreas Kofler                                                 | Martin Schmitt                                                         |
| 13.03.2007                                                                    | Kuopio                           | Puijo-Schanze HS127              | Nacht                            | Adam Małysz                                                                        | Andreas Kofler                                                 | Thomas Morgenstern                                                     |
| 16.03.2007                                                                    | Lillehammer                      | Lysgårdsbakken HS138             | Nacht                            | Wettkampf abgesagt                                                                 | Wettkampf abgesagt                                             | Wettkampf abgesagt                                                     |
| 17.03.2007 4                                                                  | Oslo                             | Holmenkollbakken HS128           |                                  | Adam Małysz                                                                        | Andreas Küttel                                                 | Anders Bardal                                                          |
| 18.03.2007                                                                    | Oslo                             | Holmenkollbakken HS128           |                                  | Simon Ammann                                                                       | Martin Koch                                                    | Matti Hautamäki                                                        |
| Nordic Tournament-Gesamtwertung:                                              | Nordic Tournament-Gesamtwertung: | Nordic Tournament-Gesamtwertung: | Nordic Tournament-Gesamtwertung: | Adam Małysz                                                                        | Andreas Kofler                                                 | Simon Ammann                                                           |
| 23.03.2007 5                                                                  | Planica                          | Letalnica bratov Gorišek HS215   | Skifliegen                       | Adam Małysz                                                                        | Simon Ammann                                                   | Jernej Damjan                                                          |
| 24.03.2007                                                                    | Planica                          | Letalnica bratov Gorišek HS215   | Skifliegen                       | Adam Małysz                                                                        | Anders Jacobsen                                                | Martin Koch                                                            |
| 25.03.2007                                                                    | Planica                          | Letalnica bratov Gorišek HS215   | Skifliegen                       | Adam Małysz                                                                        | Simon Ammann                                                   | Martin Koch                                                            |

### Wertungen
| Rang | Name                  | Punkte |
| ---- | --------------------- | ------ |
| 01   | Adam Małysz           | 1453   |
| 02   | Anders Jacobsen       | 1319   |
| 03   | Simon Ammann          | 1167   |
| 04   | Gregor Schlierenzauer | 0956   |
| 05   | Andreas Küttel        | 0804   |
| 06   | Thomas Morgenstern    | 0756   |
| 07   | Andreas Kofler        | 0727   |
| 08   | Janne Ahonen          | 0539   |
| 09   | Matti Hautamäki       | 0526   |
| 10   | Michael Uhrmann       | 0524   |
| 11   | Dmitri Wassiljew      | 0523   |
| 12   | Martin Koch           | 0521   |
| 13   | Wolfgang Loitzl       | 0476   |
| 14   | Roar Ljøkelsøy        | 0474   |
| 15   | Arttu Lappi           | 0466   |
| 16   | Anders Bardal         | 0418   |
| 17   | Martin Schmitt        | 0355   |
| 18   | Martin Höllwarth      | 0284   |
| 19   | Denis Kornilow        | 0282   |
| 20   | Tom Hilde             | 0281   |
| 21   | Dmitri Ipatow         | 0260   |
| 22   | Jakub Janda           | 0253   |
| 23   | Jernej Damjan         | 0225   |
| 24   | Sigurd Pettersen      | 0210   |
| 25   | Jörg Ritzerfeld       | 0187   |
| 26   | Noriaki Kasai         | 0182   |
| 27   | Robert Kranjec        | 0179   |
| 28   | Harri Olli            | 0176   |
| 29   | Bjørn Einar Romøren   | 0174   |
| 30   | Kamil Stoch           | 0168   |

| Rang | Name                     | Punkte |
| ---- | ------------------------ | ------ |
| 31   | Mario Innauer            | 0161   |
| 32   | Antonín Hájek            | 0160   |
| 33   | Andreas Widhölzl         | 0158   |
| 34   | Veli-Matti Lindström     | 0130   |
| 35   | Arthur Pauli             | 0118   |
| 36   | Rok Urbanc               | 0114   |
| 37   | Primož Pikl              | 0110   |
| 38   | Andrea Morassi           | 0097   |
| 39   | Roman Koudelka           | 0087   |
| 40   | Tami Kiuru               | 0074   |
| 41   | Janne Happonen           | 0068   |
| 42   | Morten Solem             | 0063   |
| 43   | Balthasar Schneider      | 0059   |
| 44   | David Lazzaroni          | 0056   |
| 45   | Radik Schaparow          | 0055   |
|      | Henning Stensrud         | 0055   |
| 47   | Christian Ulmer          | 0054   |
| 48   | Manuel Fettner           | 0048   |
| 49   | Sebastian Colloredo      | 0047   |
| 50   | Michael Neumayer         | 0045   |
| 51   | Guido Landert            | 0043   |
| 52   | Takanobu Okabe           | 0042   |
| 53   | Ilja Rosljakow           | 0041   |
| 54   | Lauri Hakola             | 0035   |
| 55   | Jussi Hautamäki          | 0034   |
|      | Piotr Żyła               | 0034   |
| 57   | Jan Matura               | 0033   |
| 58   | Kalle Keituri            | 0029   |
| 59   | Michael Möllinger        | 0028   |
| 60   | Vincent Descombes Sevoie | 0026   |

| Rang | Name                | Punkte |
| ---- | ------------------- | ------ |
|      | Daiki Itō           | 0026   |
|      | Stefan Hula         | 0026   |
| 63   | Andreas Arén        | 0021   |
|      | Rok Benkovič        | 0021   |
| 65   | Jan Mazoch          | 0016   |
|      | Stephan Hocke       | 0016   |
|      | Taku Takeuchi       | 0016   |
| 68   | Roland Müller       | 0015   |
| 69   | Georg Späth         | 0014   |
| 70   | Emmanuel Chedal     | 0013   |
| 71   | Nikolai Karpenko    | 0012   |
| 72   | Choi Yong-jik       | 0011   |
|      | Kevin Horlacher     | 0011   |
| 74   | Choi Heung-chul     | 0010   |
|      | Stefan Read         | 0010   |
| 76   | Lars Bystøl         | 0009   |
| 77   | Stefan Thurnbichler | 0007   |
|      | Jon Aaraas          | 0007   |
|      | Peter Žonta         | 0007   |
|      | Pjotar Tschaadajeu  | 0007   |
| 81   | Primož Peterka      | 0006   |
| 82   | Lukáš Hlava         | 0005   |
|      | Jure Šinkovec       | 0005   |
|      | Kenshirō Itō        | 0005   |
| 85   | Robert Mateja       | 0004   |
|      | Isak Grimholm       | 0004   |
| 87   | Andreas Wank        | 0003   |
| 88   | Florian Liegl       | 0002   |
|      | Pascal Bodmer       | 0002   |
| 90   | Jens Salumäe        | 0001   |

| Endstand nach 26 Springen |             |        |
| \| Rang \| Land \| Punkte \| \| ---- \| ----------- \| ------ \| \| 01 \| Österreich \| 5088 \| \| 02 \| Norwegen \| 3710 \| \| 03 \| Schweiz \| 2442 \| \| 04 \| Finnland \| 2427 \| \| 05 \| Polen \| 1785 \| \| 06 \| Deutschland \| 1711 \| \| 07 \| Russland \| 1456 \| \| 08 \| Tschechien \| 0754 \| \| 09 \| Slowenien \| 0717 \| \| 10 \| Japan \| 0271 \| \| 11 \| Kasachstan \| 0217 \| \| 12 \| Italien \| 0144 \| \| 13 \| Frankreich \| 0095 \| \| 14 \| Schweden \| 0025 \| \| 15 \| Südkorea \| 0021 \| \| 16 \| Kanada \| 0010 \| \| 17 \| Belarus \| 0007 \| \| 18 \| Estland \| 0001 \| |             |        |
| Rang | Land        | Punkte |
| 01 | Österreich  | 5088   |
| 02 | Norwegen    | 3710   |
| 03 | Schweiz     | 2442   |
| 04 | Finnland    | 2427   |
| 05 | Polen       | 1785   |
| 06 | Deutschland | 1711   |
| 07 | Russland    | 1456   |
| 08 | Tschechien  | 0754   |
| 09 | Slowenien   | 0717   |
| 10 | Japan       | 0271   |
| 11 | Kasachstan  | 0217   |
| 12 | Italien     | 0144   |
| 13 | Frankreich  | 0095   |
| 14 | Schweden    | 0025   |
| 15 | Südkorea    | 0021   |
| 16 | Kanada      | 0010   |
| 17 | Belarus     | 0007   |
| 18 | Estland     | 0001   |

## Trainer der teilnehmenden Nationen
Am Weltcup nahmen Springer aus 21 Ländern teil, die von folgenden Cheftrainern betreut wurden:
| Land               | Trainer                      |
| ------------------ | ---------------------------- |
| Deutschland        | Peter Rohwein                |
| Estland            | Hillar Hein                  |
| Finnland           | Tommi Nikunen                |
| Frankreich         | Pekka Niemelä                |
| Italien            | Roberto Cecon                |
| Japan              | Kari Ylianttila              |
| Kanada             | Tadeusz Bafia                |
| Kasachstan         | Joachim Winterlich           |
| Norwegen           | Mika Kojonkoski              |
| Österreich         | Alexander Pointner           |
| Polen              | Hannu Lepistö                |
| Russland           | Wolfgang Steiert             |
| Schweden           | Wolfgang Hartmann            |
| Schweiz            | Berni Schödler               |
| Slowenien          | Vasja Bajc Ari-Pekka Nikkola |
| Slowakei           | Peter Schlank                |
| Südkorea           | Jochen Danneberg             |
| Tschechien         | Richard Schallert            |
| Ukraine            | Walerij Wdowenko             |
| Vereinigte Staaten | Mike Keuler                  |
| Belarus            | Pavel Mouchan                |

Am 26. Januar, vor der Qualifikation zum Springen in Oberstdorf, erklärte der slowenische Trainer Vasja Bajc seinen Rücktritt. Bajc begründete diesen Schritt damit, dass der nordische Sportdirektor des slowenischen Verbandes, Primož Ulaga sich ständig in seine Arbeit eingemischt habe. Sein Nachfolger als Nationaltrainer wurde Ari-Pekka Nikkola, der zuvor Trainer des B-Kaders war.
Wenige Wochen nach Ende des Weltcups beendete auch der Schweizer Trainer Berni Schödler seine Tätigkeit für das Weltcup-Team. Sein Nachfolger wurde der Österreicher Werner Schuster.

## Karriereenden
Folgende Springer beendeten ihre aktive Karriere zum Ende der Saison:
- Alan Alborn
- Rok Benkovič
- Christian Bruder
- Michal Doležal
- Alexander Herr
- Tommy Ingebrigtsen
- Clint Jones
- Florian Liegl
- Jure Radelj
- Morten Solem
- Wojciech Tajner